# 腾冲柿
腾冲柿（学名：Diospyros forrestii）为柿科柿属下的一个种。

## 扩展阅读
- 維基物種上的相關：腾冲柿